# Trigonella smyrnea
Trigonella smyrnea är en ärtväxtart som beskrevs av Pierre Edmond Boissier. Trigonella smyrnea ingår i släktet trigonellor, och familjen ärtväxter. Inga underarter finns listade i Catalogue of Life.